# 耶戶

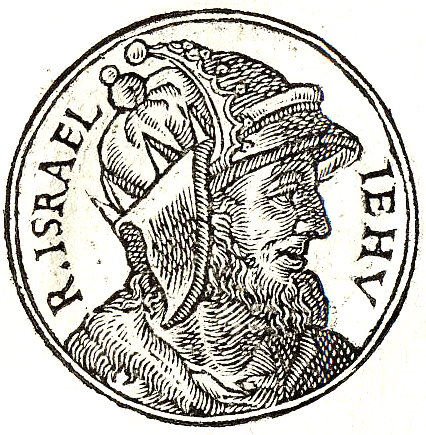
耶户肖像，收录于纪尧姆·鲁耶在所著《著名人物肖像集》

耶戶（希伯來語：יְהוּא，？—前814年）天主教譯為耶胡，意為「耶和華是祂」，是古代中東國家北以色列王國的第十任君主。他的父親是約沙法（《列王紀下》第9章第2节参）。

## 生平
根據《聖經》記載，耶戶是以色列王國的第十位統治者，在位28年。他在以色列王亞哈的軍隊中開始了他的軍事生涯，後來成為以色列王約蘭的將軍。他在圍攻大馬士革亞蘭人佔領的基列的拉末城時，被先知以利沙任命為以色列王，並肩負消滅亞哈的全家和猶大王亞哈謝的後裔、奪取以色列王位的使命。先知以利沙分別向哈薛和耶戶預言，他們會成為亞蘭和以色列的王。

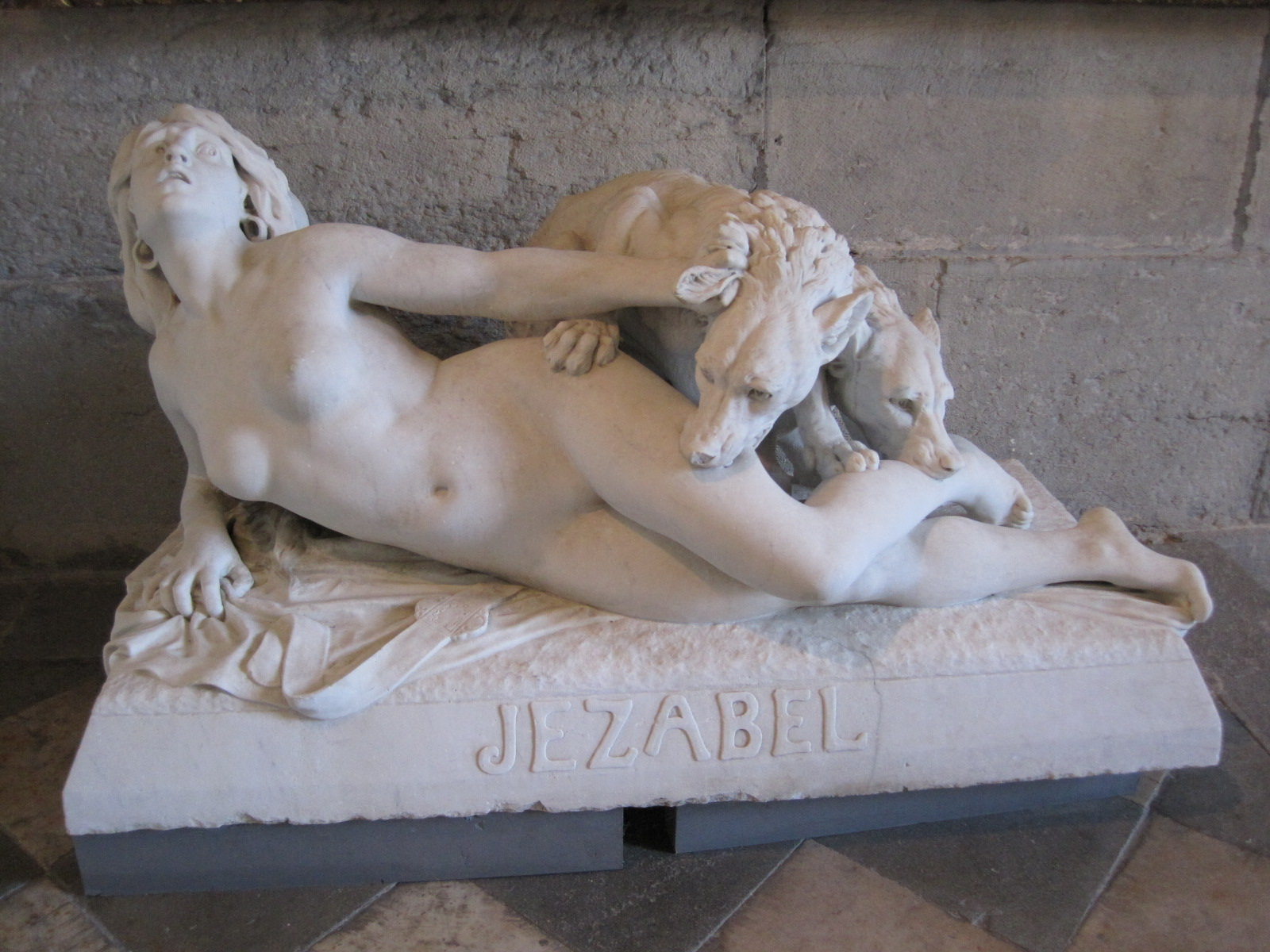
被耶戶處決的耶洗別

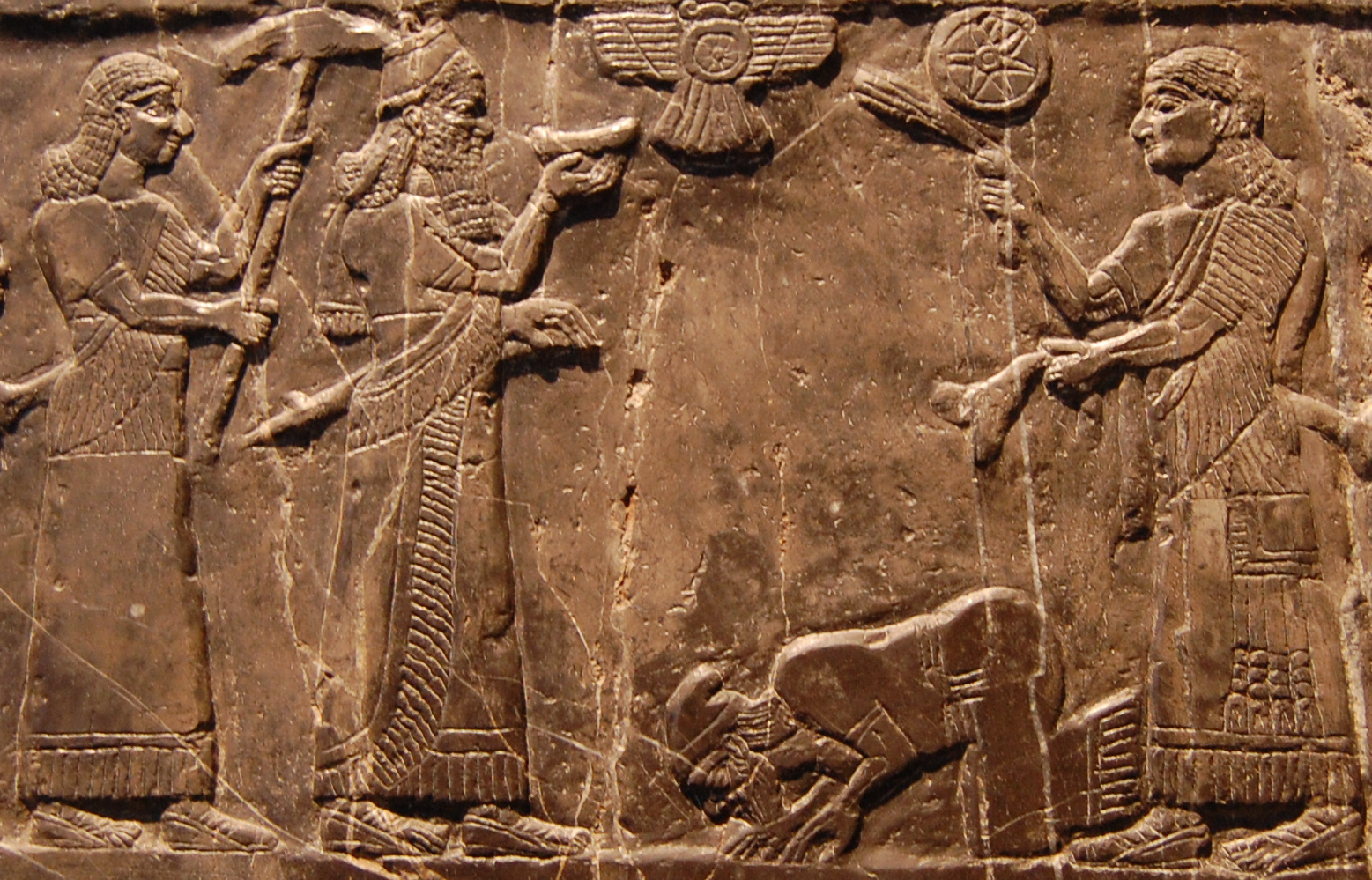
黑色方尖碑記錄的細節：以色列王國的代表（可能是耶戶的使者）向亞述王撒縵以色進貢（西元前841年）。上面的亞述楔形文字銘文記載：“Iaúa hu-Umri（耶戶的貢品）”。

在他統治期間，他必須承受東方的亞蘭人和亞述人的壓力。聖經將他的失敗歸因於他崇拜耶羅波安的金牛犢，而不盡心遵守耶和華──以色列神的律法。

## 登年早期
耶戶在位的年期，目前歷史上有兩種講法：
1. 費毅榮（英语：Edwin R. Thiele）認為是從前841年到前814年；
2. 威廉·奧爾布賴特（英语：William F. Albright）認為是從前842年到前815年。

## 聖經相關章節
- 《列王紀下》第9章1節–第13章1節